# SS Baychimo
El SS Baychimo fue un barco de vapor con casco de acero, construido en 1914 en Suecia, perteneciente a la Compañía de la Bahía de Hudson. Era empleado en el trueque de provisiones por pieles en los asentamientos esquimales (inuit) a lo largo de las costas de la Isla Victoria ubicada en los Territorios del Noroeste de Canadá. Esta embarcación se convirtió en un conocido barco fantasma de las costas de Alaska, siendo abandonado en 1931 y visto varias veces desde entonces, siendo su último avistamiento en 1969.

## Historia
El SS Baychimo fue botado en 1914, como SS Ångermanelfven por el astillero Lindholmens (Lindholmens Mekaniska Verkstad A/B) en Gotemburgo, Suecia, para la Baltische Reederei GmbH de Hamburgo. Fue utilizado en el comercio de las rutas entre Hamburgo y Suecia hasta la Primera Guerra Mundial.
Al finalizar el conflicto, fue transferido a Gran Bretaña como parte de las reparaciones de guerra de Alemania por los daños ocasionados, y luego adquirido por la Compañía de la Bahía de Hudson en 1921. Se le dio el nombre de SS Baychimo, teniendo como base el puerto de Ardrossan, Escocia, completando nueve viajes a lo largo de la costa norte de Canadá, visitando lugares de comercio y recolección de pieles. El 21 de julio de 1928, el Baychimo encalló frente a Pole Island en Camden Bay, en la costa norte del Territorio de Alaska. Fue reflotado al día siguiente.
El 1 de octubre de 1931, al final de una travesía de comercio y cargado de pieles, el SS Baychimo quedó atrapado en el hielo. La tripulación abandonó brevemente la nave, marchando a la ciudad de Barrow, Alaska, distante aproximadamente un kilómetro del lugar, a refugiarse por dos días. Sin embargo, cuando la tripulación regresó el barco se había liberado de los hielos.
El barco fue visto nuevamente el 8 de octubre, esta vez más al fondo. El 15 de octubre, la «Compañía de la Bahía de Hudson» envió aviones para recuperar a la tripulación de 22 hombres, pero 15 se quedaron con la intención de esperar incluso a que pase el invierno, construyendo un refugio de madera a poca distancia.
El 24 de noviembre, hubo una fuerte tormenta de nieve. Cuando amainó, no había rastro alguno del Baychimo. El capitán supuso que el buque debió haberse hundido durante la tormenta. Sin embargo, días más tarde un cazador esquimal refirió haber visto al carguero a unos 72 kilómetros de allí. Los tripulantes encontraron efectivamente la nave, pero pensaron que era poco probable que sobreviviera al invierno, así que se llevaron las pieles más valiosas de la bodega para su transporte por vía aérea y finalmente lo abandonaron.
Inesperadamente, el Baychimo no se hundió, y en las siguientes décadas fue avistado a la deriva en numerosas ocasiones. Las personas que lo pudieron abordar, o no estuvieron bien equipados para recuperarlo o también tuvieron que dejarlo por algún repentino mal tiempo. Actualmente el destino final del Baychimo es desconocido.

## Avistamientos

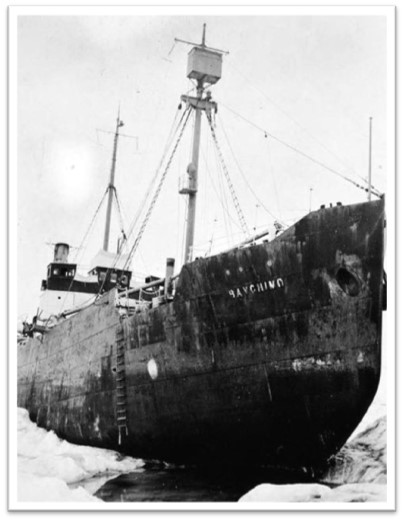
Baychimo en 1933, dos años después de ser abandonado.

- El 24 de noviembre de 1931, el barco fue encontrado a 72 kilómetros al sur del lugar donde inicialmente se perdió.[5]
- Después de varios meses, fue visto nuevamente a 480 kilómetros al este.[5]
- En marzo de 1932, fue visto flotando pacíficamente, cerca de la orilla, por un hombre llamado Leslie Melvin que viajaba en trineo a la ciudad de Nome.[6]
- En marzo de 1933, fue encontrado por un grupo de esquimales que lo abordó y quedaron atrapados a bordo durante diez días por una tormenta.[4]
- En agosto de 1933, la «Compañía de la Bahía de Hudson» tuvo noticias de que aún estaba a flote, pero que se encontraba demasiado lejos de la costa para poder rescatarlo.[7]
- En julio de 1934, fue abordado por un grupo de exploradores en una goleta.[5]
- En septiembre de 1935, fue visto frente a la costa noroccidental de Alaska.[7]
- En noviembre de 1939, fue abordado por el capitán Hugh Polson, quien pretendió rescatar la nave, pero fue arrastrado por témpanos de hielo, viéndose obligado a abandonarlo.[4]
- En 1939, fue visto flotando sin tripulación en numerosas ocasiones, pero misteriosamente eludió siempre su captura.[5]
- En marzo de 1962, llegó a ser visto a la deriva en la costa del mar de Beaufort por un grupo de esquimales.[5]
- En 1969, 38 años después de haber sido abandonado, un grupo de esquimales encontró al Baychimo encallado en el hielo en el mar de Beaufort entre Punta Barrow e Icy Cape, en la costa noroccidental de Alaska. Este fue el último avistamiento registrado del Baychimo.[2]
- En 2006, el gobierno de Alaska comenzó a trabajar en un proyecto para localizar al Baychimo,si todavía estuviese a flote, o en el fondo del océano. Hasta la fecha no ha sido encontrado.[8]